# 博爾米達河

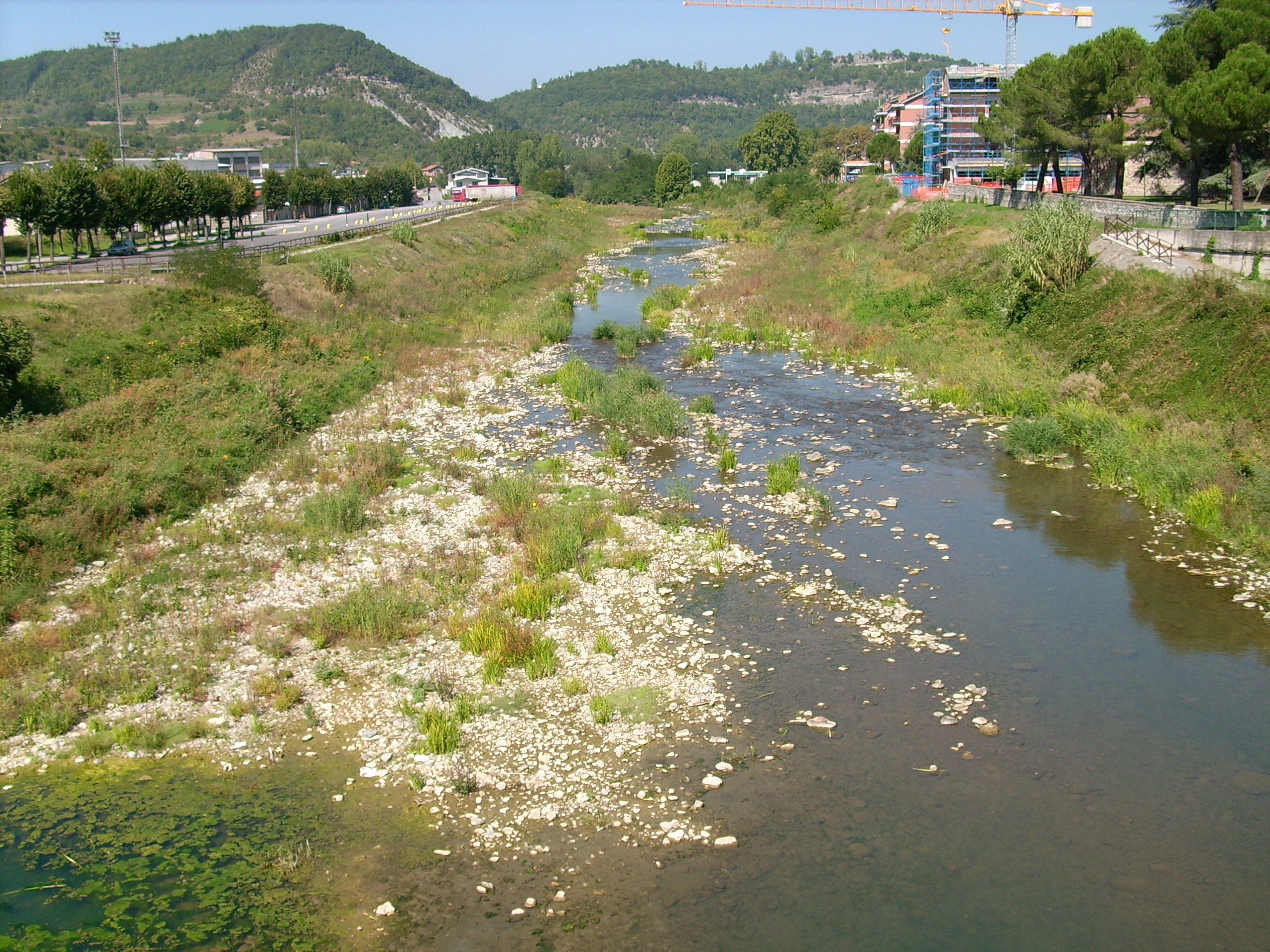
博爾米達河一景

博爾米達河（意大利语：Bormida）是意大利的河流，位於該國西北部，河道全長154公里，流域面積約3,000平方公里，平均流量每秒40立方米，發源自亞平寧山脈，最終在彼得拉-马拉齐注入塔納羅河。
44°56′N 8°40′E / 44.933°N 8.667°E